# 上野愛咲美
上野愛咲美（日语：／ Ueno Asami，2001年10月26日—），出生於日本東京都，日本圍棋職業六段棋士，隸屬日本棋院東京本院，師從藤澤一就八段。
曾在第28期龍星戰決賽裡與衛冕冠軍一力遼八段對上，值得一提的是，此為日本首位打進全部棋士皆可參加（七大頭銜、NHK杯、龍星、阿含桐山杯）之國內比賽決賽的女子棋手（比賽中接連擊敗高尾紳路九段、村川大介十段和許家元碁聖）。最終雖不幸敗北但仍開創紀錄。其本人也曾有歷史最年輕（16歲3個月）拿到女流棋聖頭銜的紀錄。2022年夺得第4届扇兴杯世界女子围棋最强战冠军。2024年奪得第7屆「吳清源杯」世界女子圍棋賽冠軍。
其妹妹是上野梨紗三段（史上第3年輕職業女棋士）。

## 升段紀錄
- 2016年4月 初段
- 2018年1月 二段（因2017年獎金排名）
- 2019年9月16日 三段（因獲得40勝）
- 2021年1月1日 四段（因2020年獎金排名）
- 2023年7月4日 五段（因獲得70勝）
- 2025年 六段

## 主要成績

### 頭銜
- 若鯉戰 2回（第16-17回）
- 女流本因坊 1期（第38期）
- 女流棋聖 3期（第21-22、24期）
- 扇興杯 1回（第5回）
- 女流名人 1期（第34期）
- 女流立葵杯 2期（第9・10期）
- 扇興杯 1回（第5回）
- 扇兴杯世界女子围棋最强战 1回（2022）
- 「吳清源杯」世界女子圍棋賽 1回（2024）

### 紀錄
- 龍星戰 亞軍（第28期）

### 棋道賞
- 2018年 棋道賞新人賞
- 2019年 棋道賞女流賞
- 2021年 棋道賞最多勝利賞、最多对局賞
- 2022年 棋道賞国際賞、最多勝利賞、最多对局賞

## 年表
|        | 女流棋聖                | 女流名人     | 博多·蒲池杯  | 女流立葵杯   | 扇興杯       | 女流本因坊   | 他棋戦 | 棋道賞 | 賞金対局收入(万円) | 備考      |
| ------ | ----------------------- | ------------ | ------------ | ------------ | ------------ | ------------ | ------ | ------ | ------------------ | --------- |
| 1-2月  | 3月                     | 4月          | 6-7月        | 7月          | 10-11月      |              |        |        |                    |           |
| 2016年 |                         |              |              |              |              |              |        |        |                    | 入段      |
| 2017年 | 本戰16強                |              |              | 預選         | 本戰16強     | 預選         |        |        |                    |           |
| 2018年 | 謝依旻 2-0 首次獲得頭銜 | 本戰16強     |              | 預選         | 本戰4強      | 本戰亞軍     |        | 新人賞 |                    | 二段      |
| 2019年 | 藤澤里菜 2-0            | 預選         |              | 藤澤里菜 0-2 | 本戰4強      | 藤澤里菜 3-1 |        | 女流賞 |                    | 三段 二冠 |
| 2020年 | 鈴木步 1-2              | 疫情停賽     | 藤澤里菜 0-1 | 本戰8強      | 謝依旻 1-0   | 藤澤里菜 2-3 |        |        |                    |           |
| 2021年 | 鈴木步 2-1              | 藤澤里菜 0-2 |              | 藤澤里菜 0-2 | 藤澤里菜 0-1 |              |        |        |                    | 四段      |

- 套紅色為決賽勝，套藍色為決賽敗。
- 套綠色為該年度賞金居女棋士第一。

## 出演
- 囲碁フォーカス「取れると楽しい！上野愛咲美のハンマーパンチ」（2021年4月 - 7月、NHK教育频道） 讲师